# Дурацкий русский
«Дурацкий русский» — короткометражный сатирический мультсериал, состоящий из четырёх эпизодов; проект анимационной студии Red Medusa. Выпущен в 2012 году.

## Персонажи
Главные герои — русский и американец. Русский — крупный желтоволосый мужчина, одетый в русскую рубаху, коричневые штаны и сапоги. Он не говорит, не выражает ни агрессии, ни каких бы то ни было эмоций. Если богатыри из мультсериала Three Russian bogaturs от той же студии Red Medusa пластичны, то русский, напротив, обладает «деревянной» пластикой. Его ритуальные действия (мастерит скворечник, носит валенки, пьёт квас, ест кашу, читает Достоевского) противопоставляются гэгам американца.
Американец изображён в качестве яркой карикатуры-пародии на Капитана Америку и говорит с выраженным американским акцентом. В каждой серии американец внезапно появляется перед русским, чтобы пропагандировать ценности американской культуры. Однако его оппонент безразличен к символам общества потребления (комиксы, гамбургеры, ковбойский костюм и прочее). В результате американец в конце каждой серии повержен: он исчезает, разрывается, растворяется, лопается, но без физического вмешательства русского.

## Сюжет
В первом эпизоде русский сидит за столом и ест гречневую кашу. Затем к нему «подлетает» американец и смеётся, называет кашу́ (так он произносит название данного блюда) «гадостью» и показывает, по его мнению, «настоящую еду»: чизбургер. Персонаж хвастается, говоря, что у него «клёвый обед», а у русского — «каша́». Затем американец с честью кричит название своей страны и делает первый укус чизбургера, от чего его тут же раздувает.

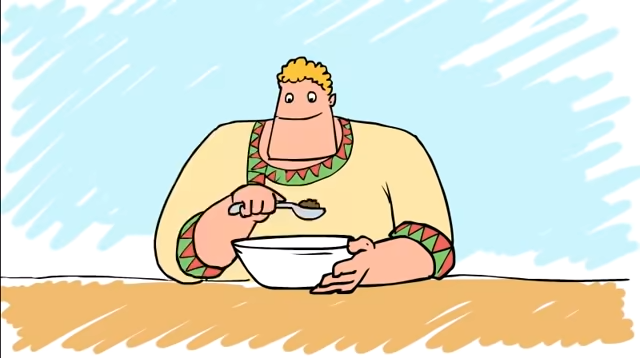
Русский ест гречневую кашу
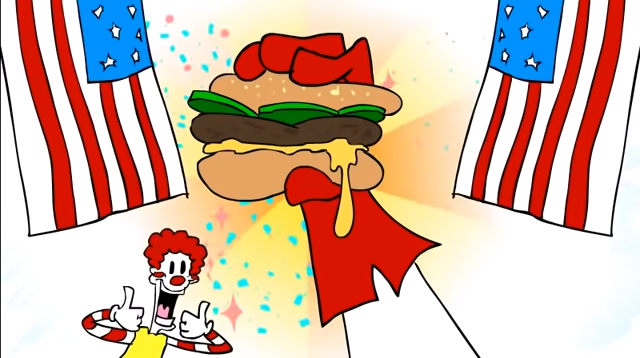
Американец показывает чизбургер
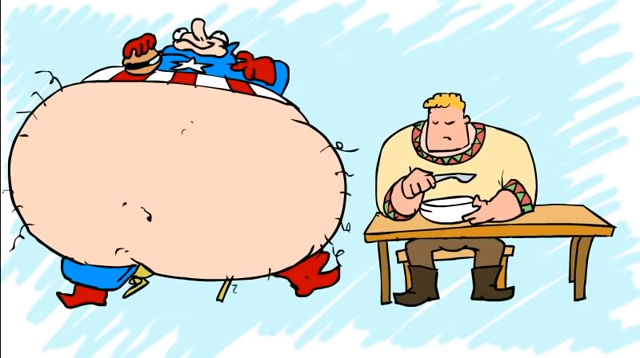
Американец раздувается от чизбургера

Во втором эпизоде показана сцена, где русский сидит на скамейке и делает маленьким детям деревянный скворечник. Американец, идя и гордо крича «USA! USA!», обнаружил русского и подумал, что тот «что-то затеял», и поспешил к детям на помощь. Он отодвинул детей от русского и стал говорить следующее: «Демократия в опасности! Пила — пилить детей, орудия пытки, топор мя́сника». В это время русский молча доделывал скворечник, а затем повесил его на палку. Американец, обратив внимание на скворечник, заявил, что это «секретный русский оружие». Однако один мальчик сказал, что это скворечник. Американец, произнеся название сооружения как «скворбрежнев», испуганно пытается дотронуться до скворечника. Увидев обычную птицу, внезапно вылезшую из скворечника и закричавшую «Ку-ку!», персонаж накладывает огромную кучу фекалий в латы и убегает, чтобы рассказать Пентагону про «секретное оружие дурацких русских — промежник».

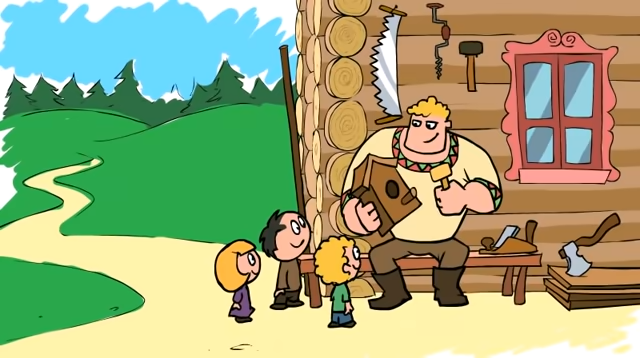
Русский мастерит скворечник
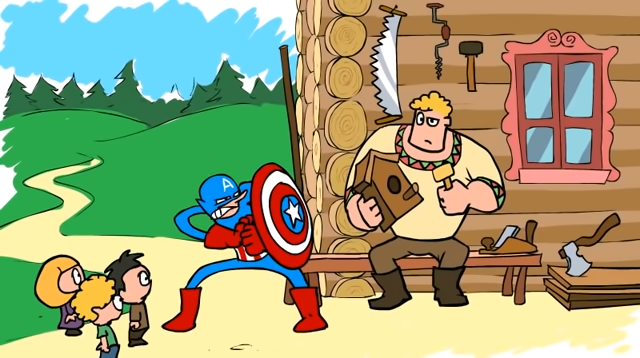
Американец пытается защитить детей от русского
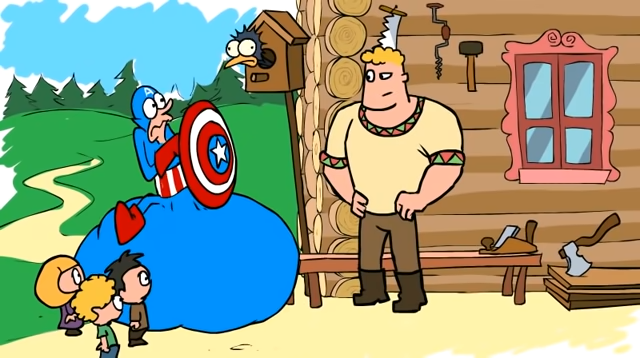
Американец испугался птицы

В третьем эпизоде русский собирается надеть валенок и уже пойти на свидание, как вдруг из этого валенка вылезает американец и смеётся над «дурацкой русской обувью». Затем он замечает на русском шапку и тоже над ней смеётся. Далее американец показывает свой «стильный американский прикид» в виде ковбойской шляпы и сапог. Он предлагает русскому посмотреть на себя в зеркало, убедиться в том, какой он «урод», а также остаться дома. Американец, гордо маршируя на улицу, буквально на пороге дома, всего лишь раскрыв дверь, моментально превращается в ледышку. Русский перемещает американца обратно в дом и идёт на свидание.

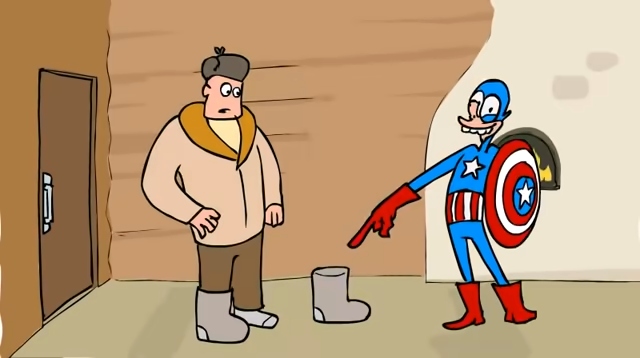
Американец смеётся над валенками русского
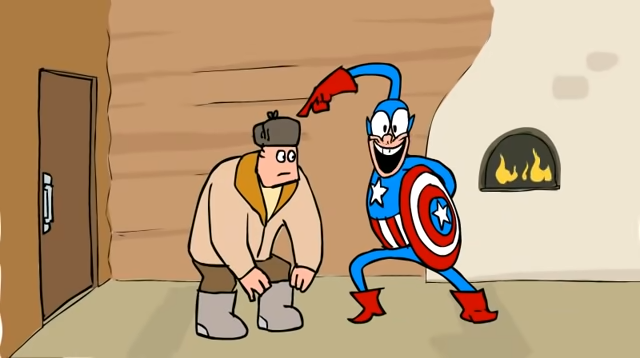
Американец смеётся над шапкой русского
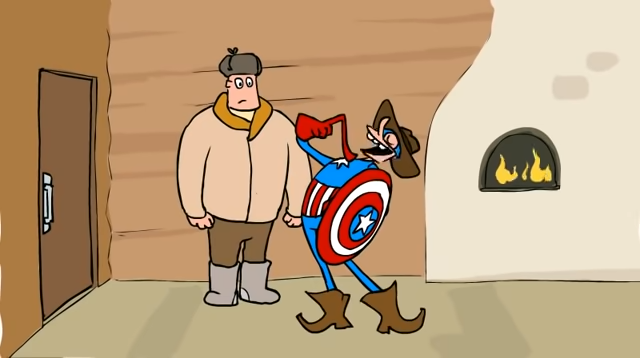
Американец в своём наряде идёт на свидание
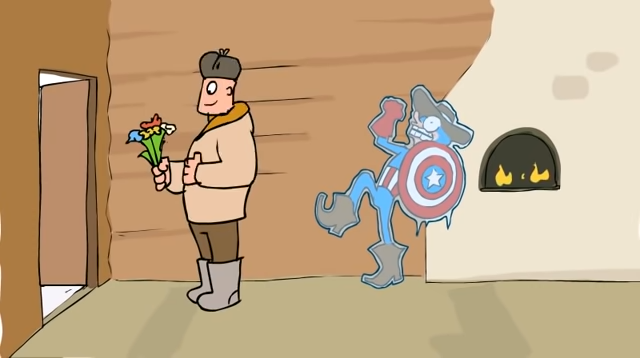
Американец замёрз и теперь русский пошёл на свидание

В четвёртом эпизоде русский сидит на стуле и читает книгу. Американец, буквально вылезая из чашки, стоявшей на столе, смеётся и спрашивает: «Дурацкий русский читает комикс?». Затем он по слогам читает, по всей видимости, автора книги — Достоевского. Далее американец спрашивает русского, мол, кто автор и где картинки. Следом он говорит, что «дурацкий русский хотеть меня нахитрить». Затем персонаж начинает впопыхах искать в шкафу книги с картинками и заваливает на себя шкаф. В удивлении от происходящего русский поднимает шкаф; из-под града книжек вылезает американец и приходит к выводу, что русская литература — это надувательство. Он надувает воздушный шарик и говорит про русскую литературу, что она пустышка, и шарик тут же лопается; остатки шарика попадают прямо на лицо американца.

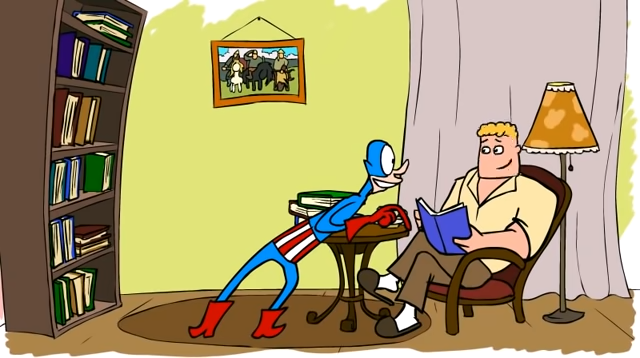
Американец интересуется, что читает русский
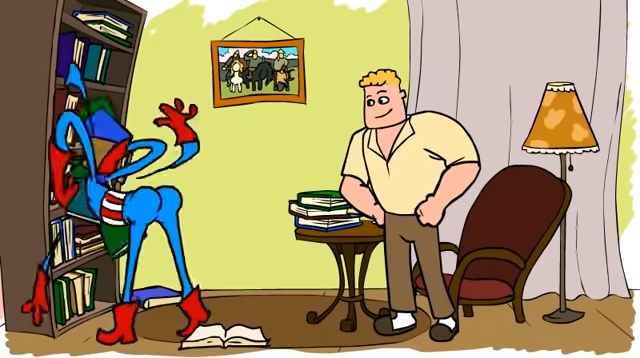
Американец ищет книжки с картинками
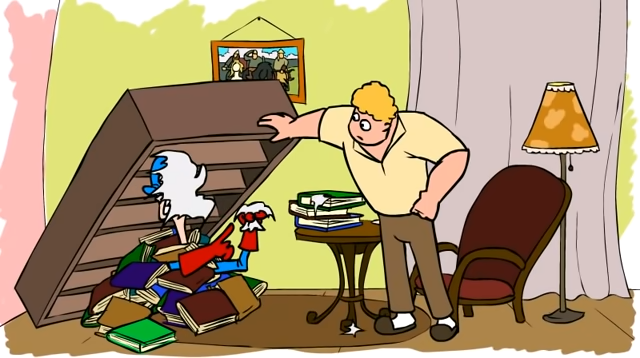
Американец под градом книжек надул воздушный шарик, который тут же лопнул

## Критика
Кандидат искусствоведения, старший научный сотрудник НИИ киноискусства ВГИК Н. Ю. Спутницкая отмечает, что данный анимационный проект был вторым по популярности на канале Red Medusa. В отличие от немых фильмов о богатырях (Three Russian bogaturs), здесь конфликт определяет вербальная составляющая, сюжет порождается идеей неудачной коммуникации, в языке и карикатуре фиксируются этностереотипы «своего» и «чужого». Визуальные стереотипы роликов серии связаны не только с кинематографической традицией, но и с совокупностью национально-культурных стереотипов. По утверждению Спутницкой, Русский в отличие от пластичных богатырей обладает «деревянной» пластикой. Его ритуальные действия противопоставлены гэгам гиперпластичного призрачного карикатурного Супермена, и последний всегда оказывается повержен без физического воздействия самодостоаточного и индифферентного Русского.
Кандидат исторических наук, доцент кафедры методологий кросс-культурных практик Харьковской государственной академии дизайна и искусств Геннадий Штан в своей научной статье 2024 года, посвящённой пропаганде в современном российском кино и музыке, отозвался о «Дурацком русском» как о четырёхсерийном короткометражном сериале, получившем значительную популярность на Youtube, сюжет которого представляет собой противостояние шаблонно-пропагандистских россиянина и ярко разрисованной карикатуры на Капитана Америку, навязчиво пропагандирующей россиянину символы американской массовой культуры. По утверждению Штана, несмотря на небольшое количество выпусков, сериал является ярким представителем антиамериканского компонента в концепции российской пропаганды, основанной на совокупности предвзятых стереотипов и идее якобы существующего культурного превосходства россиян над «бездуховным западом».